# Paul-Louis Grenier
Paul-Louis Grenier (auch: Pau-Loís Granier; * 21. November 1879 in Chambon-sur-Voueize; † 21. Mai 1954 ebenda) war ein französischer Historiker,  Okzitanist und Dichter okzitanischer Sprache.

## Leben und Werk
Paul-Louis Grenier wuchs südwestlich Montluçon im Département Creuse im okzitanischen Sprachgebiet auf. Er war Absolvent der École nationale des chartes und wurde Archivar und Bibliothekar in Limoges und Paris. Er war Vorsitzender der Société des bibliophiles occitans de Toulouse. Ab 1942 lebte er wieder in seinem Geburtsort Chambon-sur-Voueize. 1944 wurde er Majoral (Akademiemitglied) des Félibrige (Sitz: Cigalo de la Mountagno-Negro).

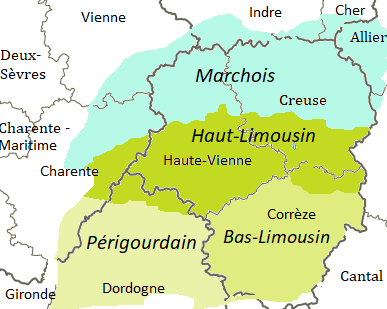
Karte des Limousinischen nach Paul-Louis Grenier (Greniers Geburtsort liegt am nordöstlichen Rand der Karte)

Seine Grammatik des Limousinischen erschien 1950. Sein dichterisches Werk in okzitanischer Sprache wurde 2001 gesammelt veröffentlicht. Jean Rouquette nannte ihn einen "poète de l'étrange" (Dichter des Wundersamen).
In Limoges, Brive-la-Gaillarde, Guéret und anderen Orten sind Straßen nach ihm benannt. In Chambon-sur-Voueize ist an seinem Haus eine Gedenktafel angebracht.

## Werke (Auswahl)
- La cité de Limoges. Son évêque, son chapitre, son consulat (XIIe–XVIIIe siècles). A. Picard et fils, Paris 1907.
- L’archipel enchanté. Société littéraire de France, Paris 1920. (Dichtung)
- La Chanson de Combraille. Poèmes en langue d’oc avec traduction française en regard. Éditions Occitania, Toulouse 1927. (zweisprachig)
- La Dame à la Licorne, poèmes en langue d’oc, accompagnés d’une traduction française et précédés d’une notice sur le prince Djem, dit Zizim, fils de Mahomet II. Éditions Occitania, Toulouse 1933. (zweisprachig)
- Images, poèmes en langue d’oc avec traduction française en regard. Privat, Toulouse 1939.
- Paysages. Poèmes en langue d’oc avec traduction française en regard. Éditions occitanes, Castelnaudary 1948.
- Abrégé de grammaire limousine. Bas-limousin, haut-limousin, marchois. In: Mémoires de la Société des Sciences naturelles et archéologiques de la Creuse 30, 2, 1950.
- Òbra poetica occitana. Edicions dau Chamin de Sent Jaume, Meuzac 2001.